# 空中浩劫
《空中浩劫》（英語：Mayday、 或）是一個由加拿大製作的紀錄片節目，由Cineflix制作，早期节目星芒媒体（astral Media）也有参与制作，其英文原版分別在世界各地的國家地理頻道及Discovery頻道播出，加拿大魁北克省在Canal D以法文播出，中文版则由多个电视台获得其版权。此節目主要介紹1970年代黑盒子發明之後所發生的近代重大航空事故。目前已经播至第二十五季。在第三季時，有三集穿插鐵道事故及航海事故（這三集在其他國家播出时未必归为空中浩劫系列，台湾国家地理频道将此三集列为「浩劫现场」系列）。香港由香港電視娛樂旗下頻道ViuTVsix播映。中央电视台、上海纪实频道等中国大陆电视台播出过部分集数。

## 名稱
此節目在不同頻道播出有不同的英文名稱，於加拿大的Discovery頻道播出時稱為「Mayday」，在美國播出時稱為「Air Emergency」，而在国家地理频道播出時以及Disney+上均稱為「Air Crash Investigation」。在中国，主要称“空中浩劫”，各电视台播出时采用的译名则较为混乱。CCTV-9的「寰宇地理」时段采用的译名为「空中有难」，而在马来西亚航空370号班机事故发生后，CCTV将本节目引进后翻译成“空难调查”，先锋纪录频道采用的译名则是「空难日」，中国教育频道则将其列为「空难奇案」系列。此外亦有不少系列节目或多或少引用空中浩劫系列纪录片的片段，但并非所有系列节目均为专门讲述空难之节目。

## 製作手法
《空中浩劫》會以模擬演出的方式，分別以乘客、機師等不同人的視角，从事故发生前一段时间到事故發生、後續善後及調查為止，重現事件的整個過程。
在片中會穿插對於乘客及機師的訪談（若有生還者願意受訪時）或播放航空交通管制錄音（若有事故發生時錄音，且相關單位允許公開時），另外也會訪問空难調查人員、目擊者、相关人员的家属等。取材以事故調查報告及相關新聞報導為主；若因調查單位不公開報告以致無法取得事故調查報告時，則會徵詢相關專家的說法以拼湊出全貌。
同時，為了讓觀眾了解相關事故的發生原因，片中會加入相關航空知識的简介。
《空中浩劫》會對於飛機外觀、航空公司塗裝、空服員制服、機場等做考究，但也並非100%做到與當時完全一樣，偶有不相符之處，比如飞机驾驶舱混用，飞机外貌混用，飞机涂装使用错误，宽体机事故使用窄体机机舱等。另外，早期的集數有較多重複使用的片段（如大雨中的跑道畫面）。模擬演出時，會找與當事人相貌近似的演員來扮演該角色。

## 评价
此节目在多个国家收到不同观众的赞扬，本节目制作者也因为制作世纪大空难而获得了第25届双子星大奖的“最佳纪录片画面制作奖”。此节目第五季也在双子星大奖的“最受民众喜爱的节目”中被提名。

## 各集內容
截至2024年3月6日，已播出230集，包括5集“灾难中的科学”，3集“铁路航海事故调查”和17集特辑。

## 外部連結
- Cineflix: Mayday （页面存档备份，存于）
- Cineflix: Mayday – Science of Disaster (Archive)
- Cineflix: Crash of the Century
- Mayday （页面存档备份，存于） on Discovery Channel Canada
- Air Crash Investigation （页面存档备份，存于） on National Geographic Channel UK
- Air Crash Investigation （页面存档备份，存于） National Geographic Channel Australia
- Air Disasters （页面存档备份，存于） on Smithsonian Channel
- 互联网电影数据库（IMDb）上《Mayday》的资料（英文）